# De Kemping
De Kemping is een Vlaams televisieprogramma waarin Tijs Vanneste negen werkzoekende jongeren uit de Kempen en Limburg begeleidt bij het opstarten en uitbaten van een camping in Geel. Onmiddellijk na afloop van het eerste seizoen werd bekendgemaakt dat er aan een tweede seizoen gewerkt wordt.

## Concept
Negen jongeren die om diverse redenen moeilijkheden ondervinden bij het vinden van werk worden na een sollicitatiegesprek bij Tijs aangenomen om deel uit te maken van de crew van de camping. De groep werkt samen om een weide in Geel om te toveren in een echte camping. Gedurende drie weken baten ze deze zelfstandig uit onder begeleiding van Tijs en diens vriend Lex. Hierbij staat het bestendigen van zelfstandigheid en de talenten van de deelnemers centraal. Het gebeuren vond plaats in de zomer 2020, waarbij de talrijke preventieve maatregelen in verband met de coronapandemie in acht dienden te worden genomen.

## Afleveringen

### Seizoen 1
| Nr. | Titel | Kijkcijfers live | Uitzenddatum Eén |  |
| --- | ----- | ---------------- | ---------------- |  |
| 1   |       | 774.154          | 15 april 2021    |  |
| ... |       |                  |                  |  |
| 2   |       | 696.295          | 22 april 2021    |  |
| ... |       |                  |                  |  |
| 3   |       | 701.504          | 29 april 2021    |  |
| ... |       |                  |                  |  |
| 4   |       | 686.851          | 6 mei 2021       |  |
| ... |       |                  |                  |  |
| 5   |       | 675.050          | 13 mei 2021      |  |
| ... |       |                  |                  |  |
| 6   |       | 638.184          | 27 mei 2021      |  |
| ... |       |                  |                  |  |
| 7   |       | 603.058          | 3 juni 2021      |  |
| ... |       |                  |                  |  |

### Seizoen 2[3]
| Nr. | Titel                                                                           | Uitzenddatum Eén (televisiezender) |
| --- | ------------------------------------------------------------------------------- | ---------------------------------- |
| 1   | Een nieuwe groep bouwt de camping weer vanaf nul op                             | 1 maart 2022                       |
| 2   | Een week voor de opening wordt de Kemping getroffen door noodweer               | 8 maart 2022                       |
| 3   | De naderende opening zorgt voor onrust in het team                              | 15 maart 2022                      |
| 4   | De ploeg zet alles op alles om de kampeerders de tijd van hun leven te bezorgen | 22 maart 2022                      |
| 5   | Sam beleeft zijn hoogtepunt op het muziekpodium                                 | 29 maart 2022                      |
| 6   | De spanningen van vorige week zijn nog niet verwerkt                            | 5 april 2022                       |
| 7   |                                                                                 | 12 april 2022                      |

## De Kemping vzw
Een gelijknamige vzw werd opgericht met als doel kwetsbare werkzoekende mensen een betaald werkervaringstraject aan te bieden als opstap of doorstart naar een duurzame job. Naast de productie van de televisiereeks over de camping, een van de eerste projecten uitgaande van de vzw, werd ook een eigen bier gelanceerd: "Ne Kemping". De opbrengsten van het bier wordt integraal benut voor de werking van de vzw en het loon van deelnemers aan projecten.